# جوزيف كونورز
جوزيف كونورز (بالإنجليزية: Joseph Connors)‏ هو مؤرخ أمريكي، ولد في 5 فبراير 1945 في نيويورك في الولايات المتحدة.